# Lexington, Michigan
Lexington är en ort (village) i Sanilac County i Michigan. Vid 2010 års folkräkning hade Lexington 1 178 invånare.